# Маленькие чудовища
«Маленькие чудовища» (англ. Little Monsters) — американская комедийная драма 1989 года. В главных ролях снялись Фред Сэвидж, Дэниел Стерн и Хоуи Мэндел.

## Сюжет
Одинокий после переезда Брайан винит себя в нескольких вещах, которые он, очевидно, не делал. Он оставляет на дороге велосипед, в который врезается его отец по дороге на работу. Всю вину Брайан сваливает на своего брата Эрика. Вскоре Брайан знакомится с синим чудовищем по имени Морис. Морис показывает ему под кроватью мир монстров, состоящий из мечты каждого ребёнка. У мира есть неисчислимые лестницы, ведущие к другим кроватям, с помощью которых монстры доставляют неприятности детям. Морис и Брайан весело проводят время, причиняя вред другим, и Брайан чувствует, что нашёл себе настоящего друга. Вскоре парень чувствует, что сам превращается в чудовище.

## В ролях
| Актёр           | Роль            |
| --------------- | --------------- |
| Фред Сэвидж     | Брайн Стивенсон |
| Хоуи Мэндел     | Морис           |
| Дэниел Стерн    | Глен Стивенсон  |
| Маргарет Уиттон | Холли Стивенсон |
| Бен Сэвидж      | Эрик Стивенсон  |
| Девин Рэтрей    | Ронни Колеман   |
| Рик Дукомман    | Сник            |

## Релиз
Фильм был профинансирован студией «Vestron Pictures». Картина, вышедшая 25 августа 1989 года в ограниченном прокате, собрала 793 775 долларов.